# Trogus pompeji
Trogus pompeji är en stekelart som först beskrevs av Joseph Kriechbaumer 1898.  Trogus pompeji ingår i släktet Trogus och familjen brokparasitsteklar. Inga underarter finns listade i Catalogue of Life.